# Roland Burris
Roland Wallace Burris (3 de agosto de 1937) es un político y abogado estadounidense que fue senador de los Estados Unidos por el estado de Illinois y miembro del Partido Demócrata.
En 1978, Burris fue el primer afroamericano elegido para un cargo estatal en Illinois, cuando fue elegido contralor de Illinois. Se desempeñó en ese cargo hasta su elección como fiscal general de Illinois en 1990. Desde entonces, se ha postulado sin éxito para el cargo cuatro veces más. 
El gobernador de Illinois, Rod Blagojevich, nombró a Burris para reemplazar al presidente electo Barack Obama como senador junior de Illinois. El nombramiento fue controvertido, ya que el gobernador ya estaba siendo investigado y había rumores de que se le pagaba por el nombramiento. Burris sucedió a Obama como el único miembro afroamericano del Senado de Estados Unidos. Fue brevemente candidato para las elecciones a un período completo, pero se retiró antes de las primarias demócratas en las elecciones de 2010.